# Dennis Bennett
Dennis J. Bennett  (28 de octubre de 1917 – 1 de noviembre de 1991) fue un ministro estadounidense episcopal, quien, comenzando en 1960, estaba convencido de que había recibido el bautismo en el Espíritu Santo.
Bennett fue una figura capital en el Movimiento de Renovación Carismática dentro de las Iglesias Cristianas. Luego de proclamar el 3 de abril de 1960 desde el púlpito que había sido bautizado en el Espíritu Santo y hablado en lenguas, se le pidió renunciar a la iglesia episcopal de St. Mark, una congregación de  2600 miembros en Van Nuys California.  Bennett fue mostrado en artículos de revistas tanto en Newsweek como en Time y antes de someter a su iglesia a un frenesí mediático, renunció a su pastorado. Siguió su ministerio en la iglesia episcopal de St. Luke en Seattle, Washington hasta 1981. cuando dejó la parroquia para fundar y guiar a la Christian Renewal Association con su esposa Rita. También fue instrumental en la fundación de 1973 de la Episcopal Renewal Ministries, grupo que promovía la renovación carismática en La Iglesia Episcopal.

### Obras de Bennett
- Nine O'Clock in the Morning ISBN 0882706292
- Holy Spirit and You ISBN 0912106344 . Existe una versión en español, El Espíritu Santo y Tú, con ISBN 0829704396. Publicada por Vida.
- Trinity of Man ISBN 0882702874 . Existe una versión en español, La trinidad del hombre ISBN 9780829712988. Publicada por Vida.
- Moving right along in the Spirit ISBN 0860651967
- How to Pray for the Release of the Holy Spirit ISBN 0882705938
- Moving on in the Spirit ISBN 0860651967